# پرواز ۱۲۵۲ گرودنو آویاکومپانیا
پرواز ۱۲۵۲ گرودنو آویاکومپانیا (به انگلیسی: Grodno Aviakompania Flight 1252) یک پرواز از فرودگاه یاکوتسک به فرودگاه ایرکوتسک در روسیه بود که با ۷ مسافر و ۲ خدمه بودند، در تاریخ ۳ نوامبر ۲۰۲۱ دچار سانحه شد و ۹ نفر جان باختند.